# Quarndon
Quarndon – wieś w Anglii, w hrabstwie Derbyshire, w dystrykcie Amber Valley. Leży 6 km na północ od miasta Derby i 188 km na północny zachód od Londynu.